# Теллурид ниобия
Теллурид ниобия — бинарное неорганическое соединение
ниобия и теллура
с формулой NbTe,
чёрные кристаллы.

## Получение
- Сплавление стехиометрических количеств чистых веществ:

{\displaystyle {\mathsf {Nb+Te\ {\xrightarrow {T}}\ NbTe}}}

## Физические свойства
Теллурид ниобия образует чёрные кристаллы
гексагональной сингонии,

параметры ячейки a = 0,516 нм, c = 0,762 нм
или
тригональной сингонии,
пространственная группа R 3m,
параметры ячейки a = 1,0904 нм, c = 2,0119 нм.